# Roland Leutwiler
Roland Leutwiler (* 1962) ist ein Schweizer Finanzmanager, Unternehmer und Sportfunktionär.

## Leben
Leutwiler wuchs in Erlenbach im Kanton Zürich auf. Er absolvierte eine Banklehre bei der Schweizerischen Kreditanstalt, der späteren Credit Suisse.
In seiner Jugend war Leutwiler Mitglied im Ski-Nationalkader der Schweiz und trainierte gemeinsam mit Pirmin Zurbriggen, Joël Gaspoz und Max Julen. Aufgrund einer schweren Hüftverletzung kurz vor seinem ersten Weltcup-Rennen musste er seine Sportlaufbahn beenden.
Bei der Credit Suisse absolvierte Leutwiler später ein MBA-Programm und war für die Bank in Hongkong, London und New York tätig. Später wechselte er als Partner zu einer Schweizer Vermögensverwaltung, gründete ein eigenes Beratungsunternehmen und wurde in den Verwaltungsrat verschiedener Unternehmen berufen.
Leutwiler wohnt in Herrliberg und ist Vater von drei Kindern.

## Sportfunktionär
Leutwiler kam 2005 als Mitglied zum Donnerstagklub, einer Supporter-Vereinigung des Fussballvereins Grasshopper Club Zürich. Er wurde 2011 Präsident der neuen Supporter-Vereinigung Owners Club, die die Aktienmehrheit des Vereins übernahm. Im April 2011 wurde Leutwiler Präsident des GCZ. Vorher hatte er angegeben, die zeitgleiche Präsidentschaft beim Verein und beim Owners Club nur übergangsweise zur Konsolidierung des Vereins zu übernehmen. Leutwiler blieb Vereinspräsident bis 2012.